# ミュージックV特集②〜キューティービジュアル〜
『ミュージックV特集②〜キューティービジュアル〜』（ミュージックVとくしゅうツー キューティービジュアル）は、℃-ute2枚目のPV集。

## 収録内容
1. 桜チラリ
2. めぐる恋の季節
3. 都会っ子 純情
4. LALALA 幸せの歌
5. 涙の色
6. 江戸の手毬唄II
7. FOREVER LOVE
8. Bye Bye Bye!

特典映像1
1. Dance Shot Ver.（収録曲全て）

特典映像2
1. 越えろ!楽天イーグルス（PV）

特典映像3
1. TV-SPOT（15sec./30sec.）
2. DVD収録シングル&アルバム『②mini〜生きるという力〜』『3rd〜LOVE エスカレーション!〜』『④憧れ My STAR』のTVスポット